# لوران دافو
لوران دافو (انگلیسی: Laurent D'Jaffo؛ زادهٔ ۵ نوامبر ۱۹۷۰) بازیکن فوتبال اهل فرانسه است.
از باشگاه‌هایی که در آن بازی کرده‌است می‌توان به باشگاه فوتبال بری، باشگاه فوتبال شفیلد یونایتد، باشگاه فوتبال ستاره سرخ، باشگاه فوتبال ایر یونایتد، باشگاه فوتبال آبردین، باشگاه ورزشی مون‌پلیه، باشگاه فوتبال استوک‌پورت کانتی، و باشگاه فوتبال منزفیلد تاون اشاره کرد.
وی همچنین در تیم ملی فوتبال بنین بازی کرده‌است.